# Seraing
Seraing ist eine belgische Stadt im Arrondissement Lüttich in der gleichnamigen Provinz, südwestlich der Stadt Lüttich.

## Geschichte
Seraing wurde das erste Mal erwähnt am 9. März 956, als ein Bauernhof mit Saran (oder Saring) als Eigentümer dieses Gebiets genannt wird. Jedoch zeigten Funde, die bei einem Kanalbau 1830 gemacht wurden, dass die Gegend bereits im 5. oder 6. Jahrhundert besiedelt war. Das Gebiet ging dann in den Besitz der Kirche von Lüttich über. Im Laufe der Zeit finden sich verschiedene Orthographien für den Ortsnamen, so Serang (1147), Serayng (1151), Sereng (1246), Serangne (1298) und Serey (1598), bis sich im 17. und 18. Jahrhundert Seraing und auch Serain einbürgerte. Mit Beschluss des Gemeinderates vom 23. Dezember 1800 wurde Seraing als offizieller Stadtname gewählt.
Bereits im Mittelalter waren Steinkohlevorkommen in unmittelbarer Nähe am anderen Maas-Ufer in Jemeppe-sur-Meuse bekannt geworden. Damit die Kohle nicht per Kahn über die Maas transportiert werden musste, ließ man bereits 1381 eine Brücke bauen.
Das ehemals bischöfliche Schloss in Seraing war die Sommerresidenz der Fürstbischöfe von Lüttich.
International bekannt wurde Seraing durch die von John Cockerill gegründeten Stahlwerke und Maschinenbauanstalten Cockerill-Sambre. Als einer der zentralen Industriestandorte Belgiens lebten 1888 bereits 31.398 Menschen in Seraing. 1820 waren es nur 2.000.
In Seraing baute Eugenio Barsanti um 1860 seinen Verbrennungsmotor.
Die meisten Filme der Brüder Jean-Pierre und Luc Dardenne spielen in ihrer Heimatstadt Seraing.

## Politik
Bürgermeister der Stadt war Alain Mathot. Nach der Kommunalwahl 2018 wurde Francis Bekaert zum neuen Bürgermeister gewählt. Der Stadtrat bestand in der Wahlperiode 2012–2018 aus 39 Mitgliedern, nach der Kommunalwahl sind es 45 Mitglieder.

### Stadtrat
- PTB: 10
- PS: 20
- Ecolo: 1
- MR: 0
- MR - LE: 8
- LE: 0

- PTB: 27
- PS: 118
- Ecolo: 18
- MR: 20
- MR - LE: 8
- LE: 4

## Infrastruktur
1977 wurden die Nachbargemeinden Ougrée, Jemeppe-sur-Meuse und Boncelles eingemeindet.
Seraing ist heute noch immer eine Industriestadt wie vor hundert Jahren, ebenso wie das unmittelbar gegenüber gelegene Lüttich. Industrie- und Wohngebiete liegen unmittelbar nebeneinander, während in den meisten alten Industriestädten die Industriegebiete an den Stadtrand gewandert sind. Das eigentliche Stadtzentrum ist daher sehr klein und von den an der Maas gelegenen Stahlwerken beschränkt. Die südlich des Zentrums gelegenen Stadtviertel haben z. T. noch immer ihren Charakter bewahrt – eigene Marktplätze, Geschäftszentren etc.
Südlich der Stadt liegt ein ausgedehntes Waldgebiet, in dem die Luft bemerkenswert gut ist, was daran zu erkennen ist, dass an den Bäumen häufig Flechten zu finden sind – Flechten wachsen nur bei relativ sauberer Luft.
Seraing liegt an der Maas und an der Eisenbahnlinie Lüttich-Namur. Autobahnanschluss besteht durch die A 604.

## Sehenswürdigkeiten

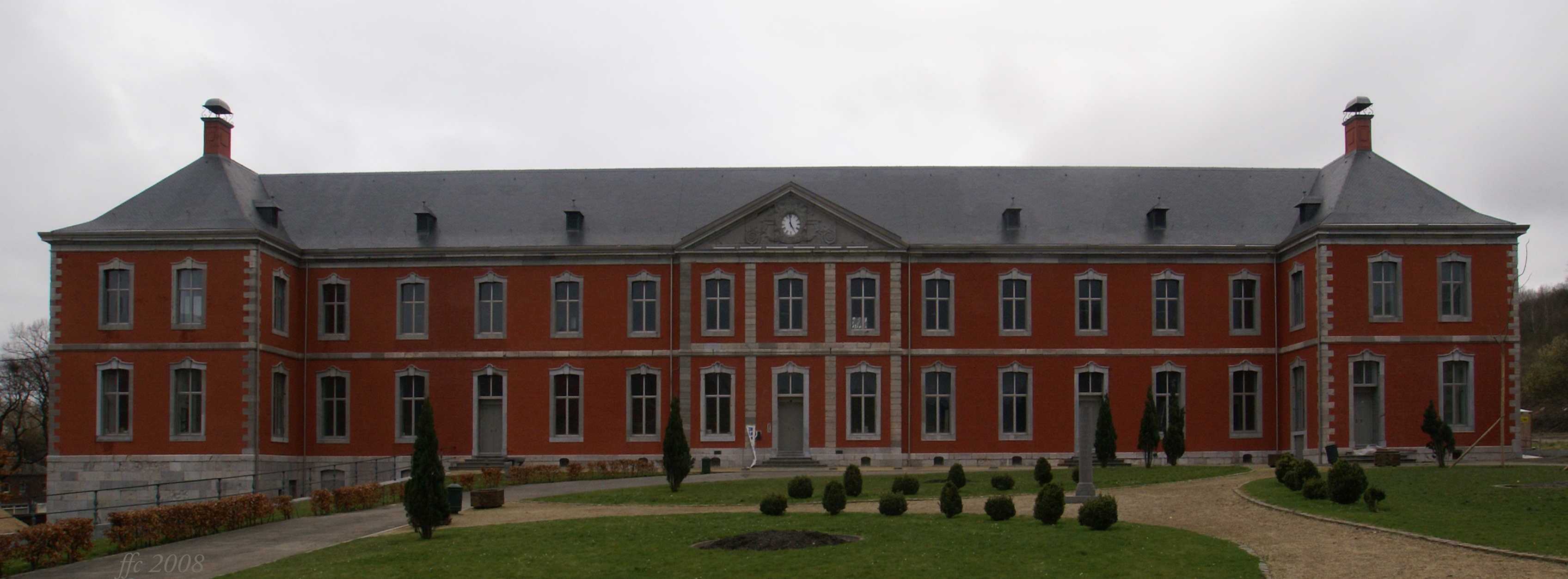
Alte Abtsresidenz Val-Saint-Lambert

- In Seraing befand sich das Zisterzienser-Kloster Val-St-Lambert. Auf dessen Gelände befindet sich auch die neue Abtsresidenz, in der seit 1826 eine Kristall-Manufaktur untergebracht war. Heute ist hier ein Kristallmuseum eingerichtet.

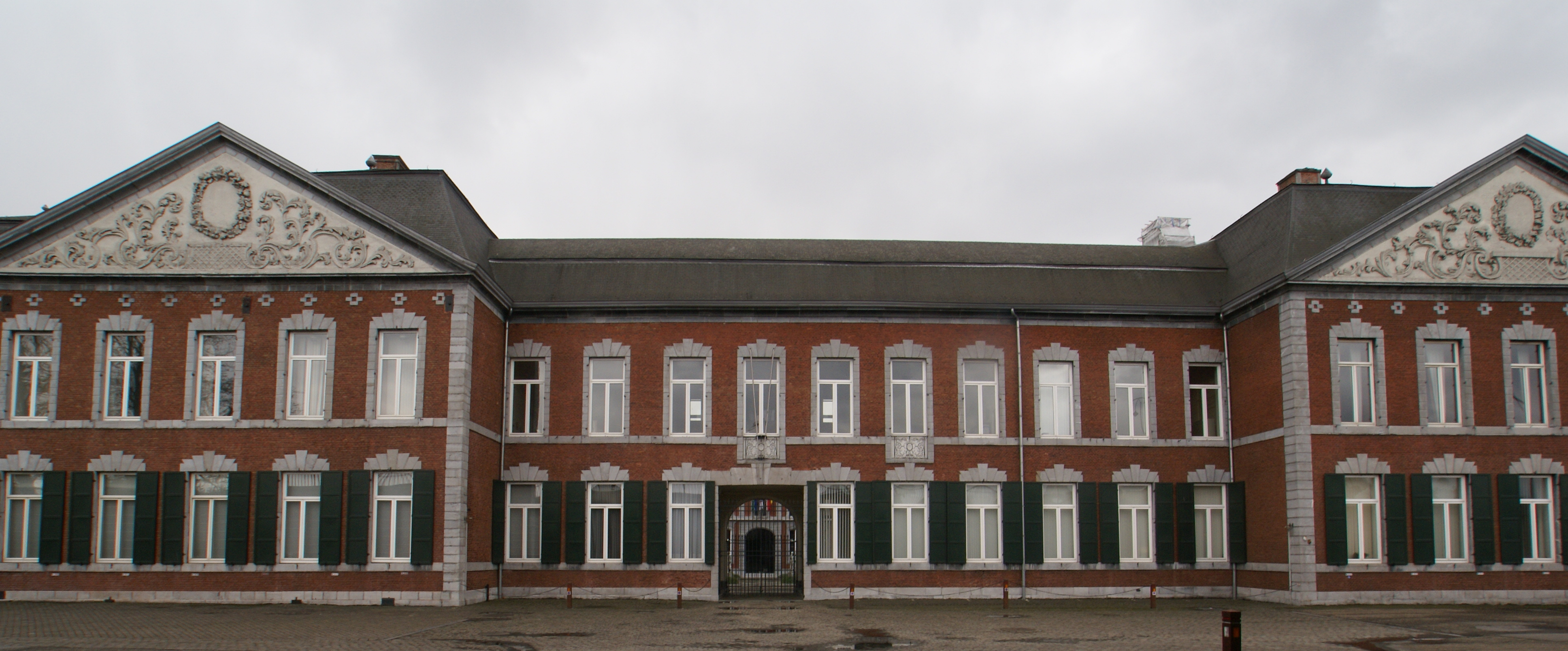
Schloss Cockerill

- Das Schloss Cockerill war die ehemalige Sommerresidenz der Fürstbischöfe von Lüttich. Zu Zeiten Napoleons war es ein Lazarett für dessen Truppen, später ein Munitionslager, bis es 1817 in die Hände der Industriellenfamilie Cockerill kam.
- Die Hauptkirche wurde im Jahr 1713 eingeweiht
- Das Rathaus stammt aus dem Jahr 1867.

## Städtepartnerschaften
Die Stadt ist Partnerschaften eingegangen mit
- Douai in der französischen Region Hauts-de-France, seit 1964, ursprünglich Partnerschaft der damals noch selbständigen Gemeinde Jemeppe
- Rimini in der italienischen Region Emilia-Romagna, seit 1974
- Châtel in der französischen Region Auvergne-Rhône-Alpes, seit 2001
- Linares in Andalusien, Spanien

## Persönlichkeiten
- Louis Grogna (1879–1940), Bahnradsportler
- Adolphe Charlier (1907–1967), Radrennfahrer
- Eddie Busnello (1929–1985), Jazzmusiker
- Jean Kellens (* 1944), Iranist
- Christian Piot (* 1947 in Ougrée), Fußballtorhüter
- Jean-Pierre Dardenne (1951 in Engis, aufgewachsen in Seraing), Filmregisseur, Filmproduzent und Drehbuchautor
- Rudy Lenners (* 1952), Musiker, Schlagzeuger bei den Scorpions
- Luc Dardenne (* 1954 in Awirs, aufgewachsen in Seraing), Filmregisseur, Filmproduzent und Drehbuchautor
- Reynaert (1955–2020; eigentlich Joseph Reynaerts), Sänger und Songschreiber
- Sal La Rocca (* 1961), Jazzmusiker
- Marc Tarabella (* 1963), wallonischer Politiker (Parti socialiste)
- Fabrizio Cassol (* 1964), Jazzmusiker
- Michaël Goossens (* 1973), Fußballspieler
- Frédéric Sinistra (1980–2021), Kickboxer
- Sébastien Pocognoli (* 1987), Fußballspieler und -trainer
- Thomas Doret (* 1996), Schauspieler
- Arnaud Bodart (* 1998), Fußballspieler